# Messer (Lindemann)

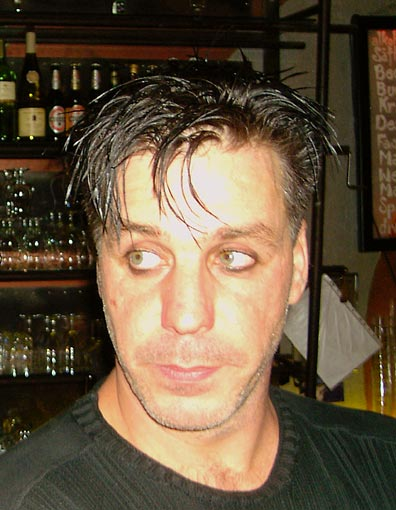
Till Lindemann im Jahre 2004

Messer ist die 2002 erschienene erste Anthologie des deutschen Musikers und Lyrikers Till Lindemann. Verlegt wurde sie beim Eichborn Verlag.

## Hintergrund
Gert Hof suchte 1995 nach einem geeigneten Text für ein Konzert-Intro der Band Rammstein, so fragte er Lindemann. (Zitat Lindemann:„Ich brachte ihm dann nach eigenem Gutdünken fünf, sechs Sachen vorbei.“)
In „Zehner- und Zwanziger-Päckchen“ zeigte Lindemann zögerlich, was er in den letzten 15 Jahren unabhängig geschrieben hatte. Hof entschloss sich, aus den schließlich 1000 Gedichten ein Buch zu machen.
Hof versah Messer mit einem Vorwort sowie Fotografien Lindemanns, die er und der Fotograf Jens Rötzsch geschossen hatten. Nach Hof enthält der Band „Sprengsätze voller Kompromisslosigkeit“.

## Thematiken
Schönheit und im Gegensatz dazu Hässlichkeit sind u. a. Hauptmotive der Gedichte. Als Beispiele hierzu lassen sich Durch dick und dünn, Ich weiss und Meine Mutter ist blind nennen, Parallelen lassen sich zu den Rammstein-Liedern Morgenstern und Schwarzes Glas ziehen.
Familienkomplexe werden in Auf dem Friedhof, Grossmutter, Meine Mutter ist blind, Messer und Zum Sein von schlechten Eltern behandelt. An der Stelle ist hinzuzufügen, dass Lindemann die Gedichtsammlung seinem Vater widmete.
Wie auch in vielen im Rahmen des Rammstein-Projekts veröffentlichten Liedern behandelt Lindemann zahlreiche blutrünstige oder allgemein als anstößig empfundene Themen, so in Absicht?, Auf dem Friedhof, Big in Japan, Grossmutter, Mädchen tot, Nebel (nicht zu verwechseln mit dem gleichnamigen Rammstein-Lied) und So hat das Kind in Not gelogen.

## Spätere Verarbeitung in Rammstein-Werken
Nele fand später stellenweise bei dem Stück B******** des 2009 erschienenen Albums Liebe ist für alle da Verwendung.
Aus Teilen des Gedichts Sautod wurde das Lied Waidmanns Heil, das auf demselben Album erschien.

## Kritik
- Kolja Mensing (20. November 2002): „Reim dich oder ich peitsch dich: Natürlich denkt man an die Texte von Rammstein, schmutzig, pathetisch und mit dem Hammer gemacht. Bück dich, Metrum! Till Lindemann will seine Band allerdings lieber aus seinen Gedichten heraushalten. Musik ist ja eine ‚Zwangsjacke‘, sagt er. Gedichte schreiben, das ist ‚als ob du aus dem Käfig herauskommst‘. [...] Till Lindemann ist ein Dichter, dem man jedes Wort glaubt. Und das kommt ja selten genug vor.“[5]

- Peter Disch (4. Dezember 2002): „Gedichte wie diese qualifizieren sich mühelos für die Ene-Mene-Mu-Liga. Am anderen Ende der Skala stehen Texte wie «Auf dem Friedhof» – frei in der Form und von einem geheimnisvollen Raunen [...] 
 Dazwischen liegt das weite Feld von Verzweiflung, Sehnsucht, Einsamkeit, Sex und Gewalt, das schon Rammstein Skandale und Schlagzeilen brachte. Die Fans werden es lieben. Die Gegner hassen.“

- Thorsten Stegemann (2004): „Wenn Lindemann seine obligatorischen Blutbäder anrichtet und in immer gleichen Wendungen über zerfetzte Leiber, gebrochene Herzen, eiternde Hirne und Stirnen oder all jene am fatalistischen Grenzwall zuschanden gewordenen Hoffnungen schreitet, dann stellt sich – auch infolge sukzessive nachlassender Originalität - selbst beim unvoreingenommensten Betrachter allmählich Ermüdung ein. Das ist – insofern muss Hof zugestimmt werden – sicher allemal erfreulicher als die weinerlichen Nabelschauen einer neuen lyrischen Innerlichkeit oder die Verbalimpotenz politisch korrekter Phrasendrescher. Andererseits gereicht es keinem Buch zum Vorteil, wenn seine Qualitäten aus den Misslichkeiten anderer Publikationen herausdestilliert werden müssen.“